# Bahnhof Szymankowo

Der Bahnhof Szymankowo, bis 1945: Bahnhof Simonsdorf ist ein Bahnhof in Szymankowo an der Bahnstrecke Warszawa–Gdańsk. Nach der Klassifikation der PKP handelt es sich um einen Lokalbahnhof.

## Geschichte
Der Bahnhof wurde 1906 in der damaligen Provinz Westpreußen im Königreich Preußen an der Strecke der ehemaligen Preußischen Ostbahn erbaut. Mit dem Bahnhof ist heute die Erinnerung an das Massaker von Simonsdorf verbunden. Mittels Förderung der Europäischen Union wurde das Empfangsgebäude restauriert. An der vorher verputzten Fassade wurde das Backsteinmauerwerk freigelegt. Im Inneren werden Holzdecken und -täfelungen nach historischen Vorbildern restauriert.